# Vännäs (plaats)
Vännäs is de hoofdplaats van de gemeente Vännäs in het landschap Västerbotten en de provincie Västerbottens län in Zweden. De plaats heeft 4100 inwoners (2005) en een oppervlakte van 328 hectare. De plaats ligt aan de rivier de Umeälven.

## Verkeer en vervoer
Bij de plaats loopt de Riksväg 92.
De plaats ligt met een station aan de spoorlijnen  Järnvägslinjen Vännäs–Umeå–Holmsund en Boden - Bräcke.

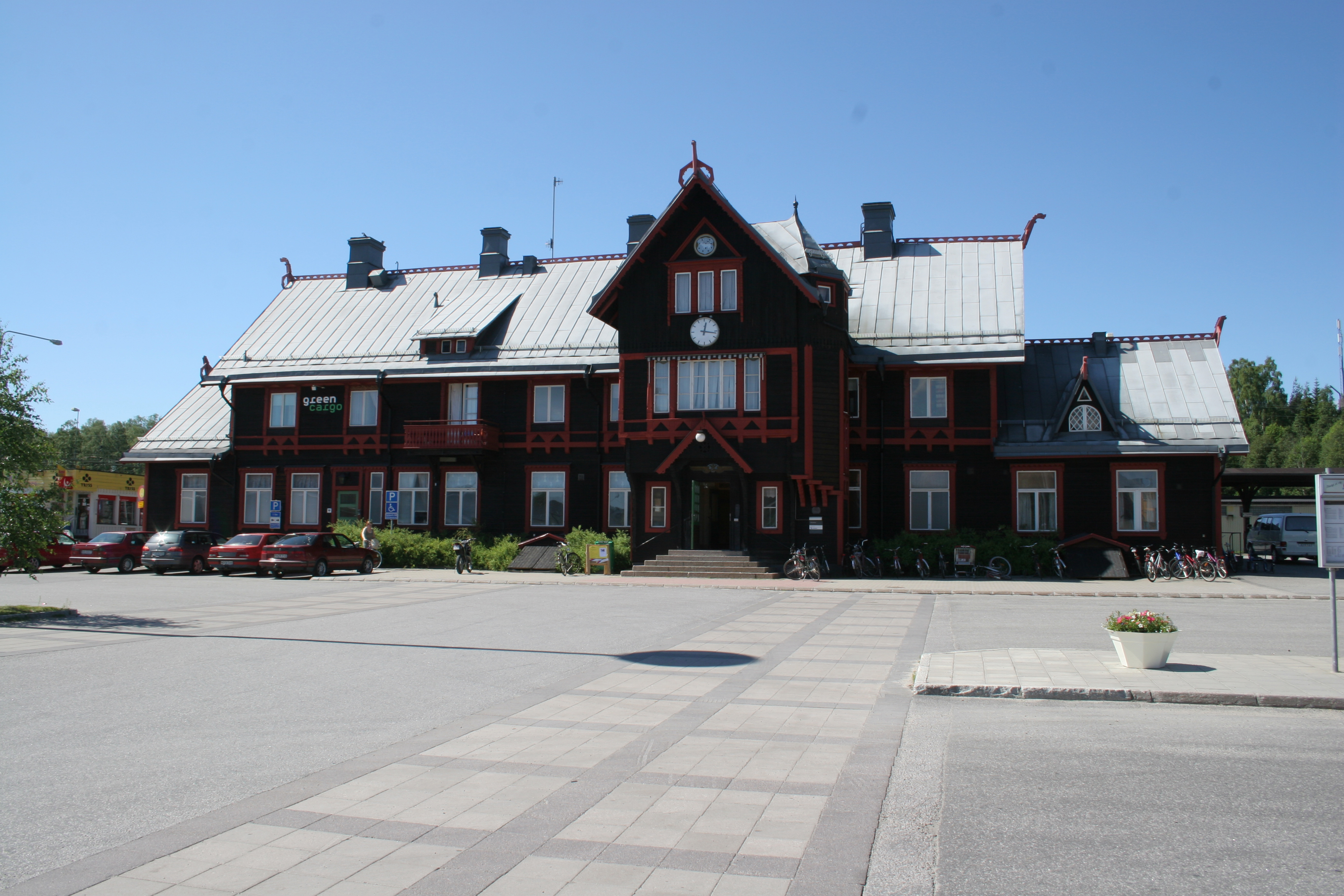
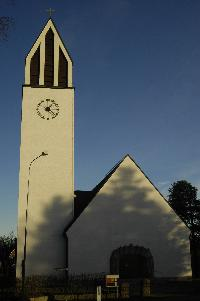
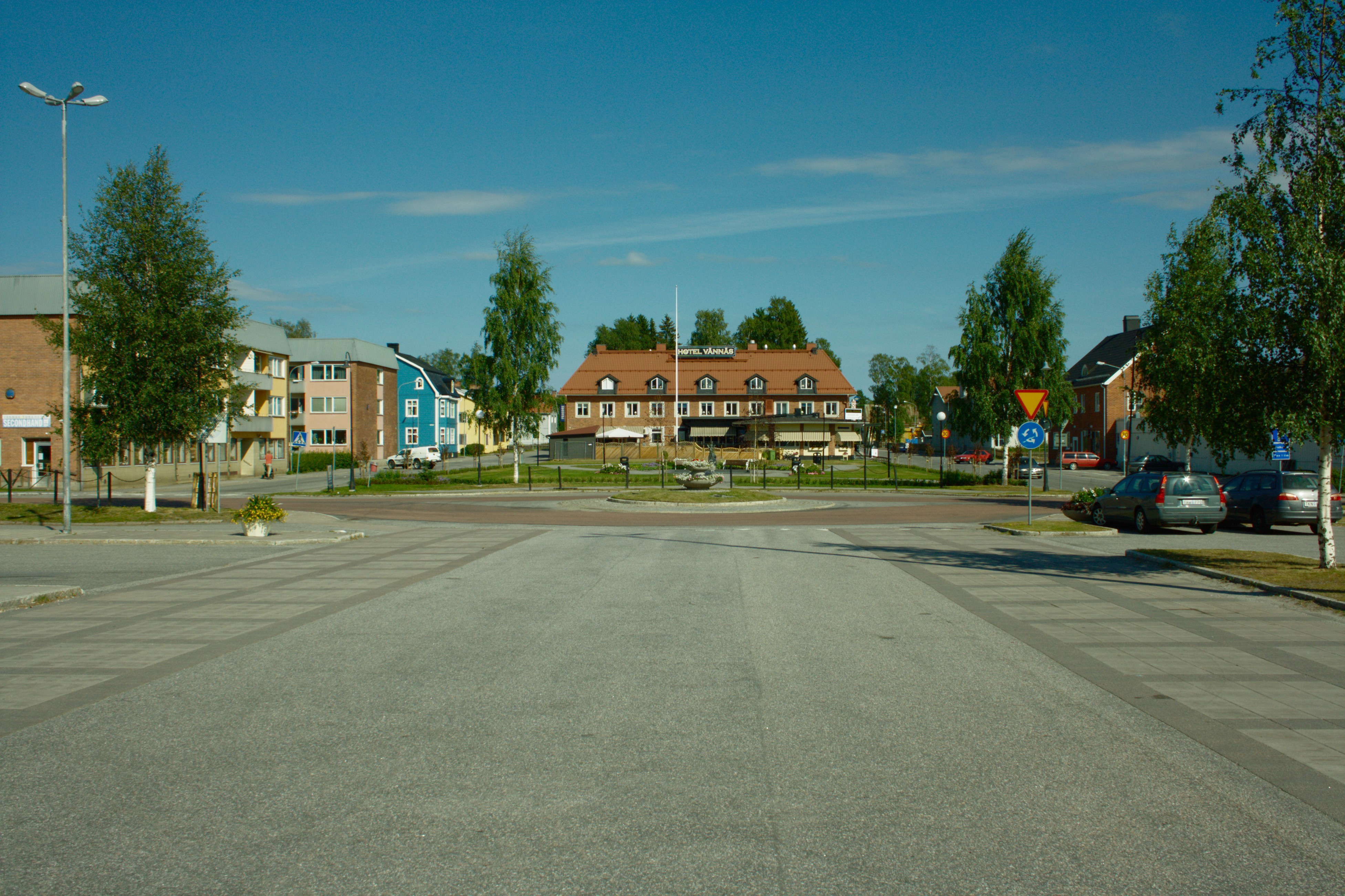